# Rudolf I. (Tübingen)

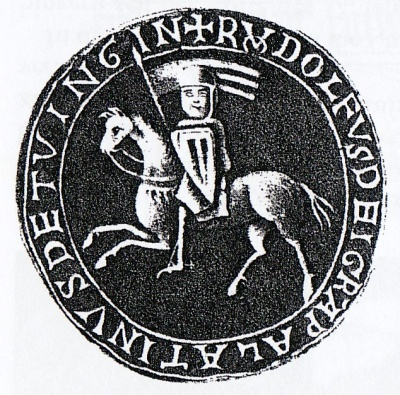
Siegel des Stifters von Bebenhausen, Pfalzgraf Rudolf I. von Tübingen

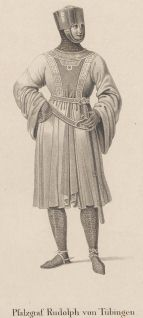
Pfalzgraf Rudolf I. von Tübingen

Pfalzgraf Rudolf I. von Tübingen (* ca. 1160; † 17. März 1219) war der erste Sohn des Pfalzgrafen Hugo II. Um 1183 gründete er das Prämonstratenserkloster Bebenhausen als Familiengrablege.

## Familie
Er heiratete im Jahre 1181 Mechthild, Gräfin von Gleiberg und Erbin von Gießen († 1206). Sie hatten sechs Kinder.
- Gottfried
- Rudolf II., Pfalzgraf von Tübingen (ca. 1185 – 1. November 1247) erhielt nach des Vaters Tod die Herrschaft über Horb, Herrenberg und Tübingen.
- Hugo III. (V.) (ca. 1185 – 26. Juli 1216)
- Wilhelm, Graf von Asperg-Gießen (ca. 1190 – ca. 1252/1256)
- Elisabeth, Nonne im Kloster St. Margarethen zu Waldkirch
- N.N., ⚭ Gottfried II., Markgraf von Ronsberg († 1208)

## Königswart
1209 ließ er den Gedächtnisbau Königswart errichten. 

## Grablege

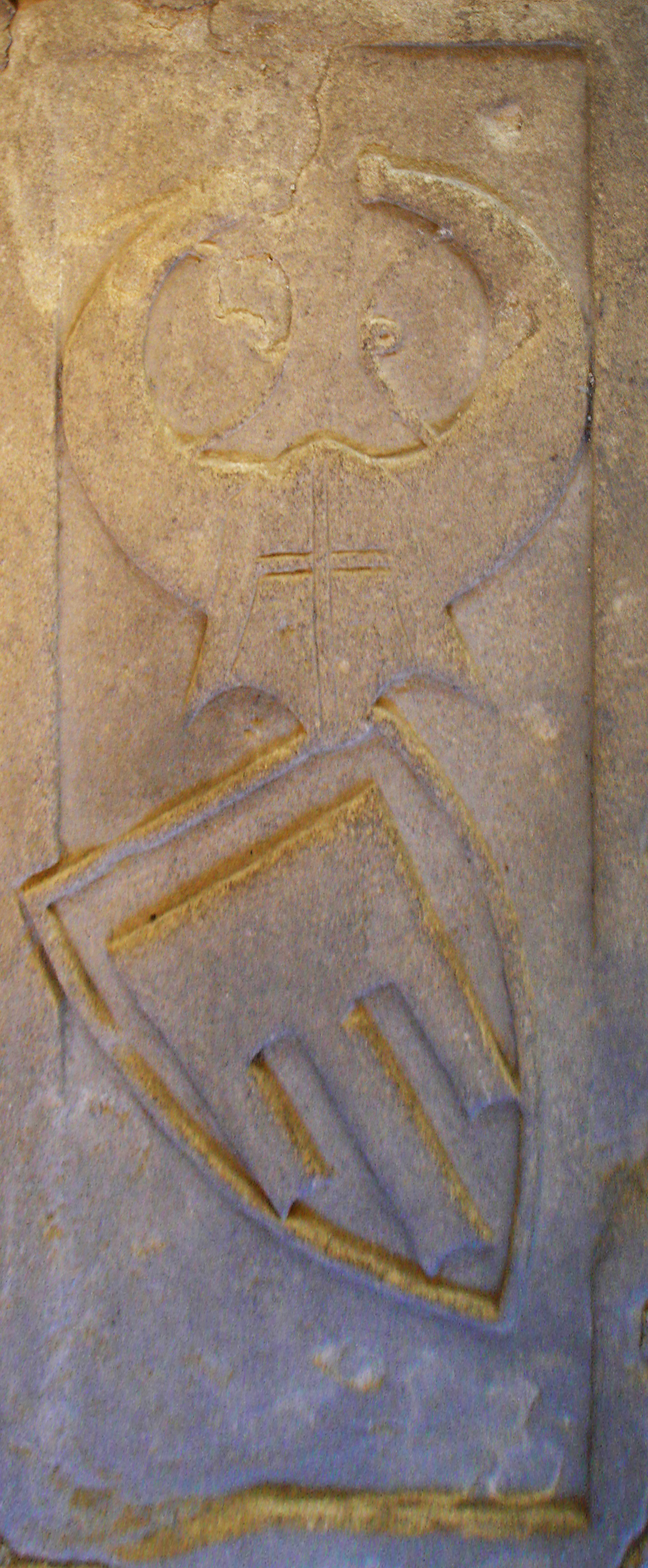
Grabplatte Pfalzgraf Rudolfs I. im Kloster Bebenhausen

Rudolf ließ in Bebenhausen zunächst den Prämonstratenserorden ansiedeln, vermutlich weil dieser Orden die Grabstätten von Laien in ihren Klöstern gestatteten und Rudolf sich auch eine Grablege verschaffen wollte. 1190 ging das Kloster an den Zisterzienserorden über. Rudolf und seine Gemahlin Mechthild liegen im Kapitelsaal des Klosters Bebenhausen begraben, obwohl die Zisterzienser eigentlich eine solche Grablege laut ihren Ordensregeln nicht erlaubten. Vielleicht ziert das Grab aus diesem Grund eine schmucklose Grabplatte ohne Inschrift, was für einen Mann seines Standes und seiner Bedeutung ungewöhnlich ist.